# Lista siturilor arheologice din județul Mureș - V
Lista siturilor arheologice din județul Mureș - V conține toate siturile arheologice din județul Mureș înscrise în Repertoriul Arheologic Național (RAN) și aflate în localități al căror nume începe cu litera V. RAN este administrat de Ministerul Culturii și Patrimoniului Național și cuprinde date științifice, cartografice, topografice, imagini și planuri, precum și orice alte informații privitoare la zonele cu potențial arheologic, studiate sau nu, încă existente sau dispărute.
Puteți căuta un sit din localitățile care încep cu litera V folosind formularul de mai jos sau puteți naviga prin toate siturile din județ la Lista siturilor arheologice din județul Mureș.
| Cod RAN                                   | Denumire | Localitate                                           | Adresă                         | Datare                   | Descoperit               | Coordonate                                    | Imagine           | Erori            |
| ----------------------------------------- | --- | ---------------------------------------------------- | ------------------------------ | ------------------------ | ------------------------ | --------------------------------------------- | ----------------- | ---------------- |
| 120129.01.01 (Cod LMI: MS-I-s-B-15439)    | Drumul roman de la Valea / ansamblu anonim (Categorie: construcție) (Tip: Drum)                                                          | sat Valea, comuna Vărgata                            |                                | sec. II - III            |                          | 46°34′00″N 24°58′00″E / 46.56667°N 24.96667°E | Încărcați imagine | Raportați eroare |
| 119518.01.01 (Cod LMI: MS-I-s-B-15440)    | Așezarea Latene de la Valea Izvoarelor - "Teleacul Mic" / ansamblu anonim (Categorie: locuire civilă) (Tip: Așezare)                     | sat Valea Izvoarelor, comuna Sânpaul                 | Teleacul Mic                   | geto-dacică sec. I î.Hr. |                          | 46°26′00″N 24°23′00″E / 46.43333°N 24.38333°E | Încărcați imagine | Raportați eroare |
| 119518.02.01 (Cod LMI: MS-I-s-B-15441)    | Așezarea postromană de la Valea Izvoarelor - "La măzăriște" / ansamblu anonim (Categorie: locuire civilă) (Tip: Așezare)                 | sat Valea Izvoarelor, comuna Sânpaul                 | La măzăriște                   | sec. IV d.Hr.            |                          | 46°26′35″N 24°25′00″E / 46.44305°N 24.41667°E | Încărcați imagine | Raportați eroare |
| 119983.01.01 (Cod LMI: MS-I-s-B-15442)    | Necropola din epoca migrațiilor de la Valea Largă - "Capul satului" / ansamblu anonim (Categorie: descoperire funerară) (Tip: Necropolă) | sat Valea Largă, comuna Valea Largă                  | Capul satului                  | sec. VII d.Hr.           |                          | 46°38′00″N 24°04′00″E / 46.63334°N 24.06667°E | Încărcați imagine | Raportați eroare |
| 120183.01.01 (Cod LMI: MS-I-s-B-15444)    | Drumul roman de la Vețca - "Câmpul rotund" / ansamblu anonim (Categorie: construcție) (Tip: Drum)                                        | sat Vețca, comuna Vețca                              | Câmpul rotund                  | sec. II - III            |                          | 46°28′00″N 24°45′00″E / 46.46667°N 24.75°E    | Încărcați imagine | Raportați eroare |
| 119965.01.01 (Cod LMI: MS-I-s-B-15445)    | Așezarea din epoca migrațiilor de la Vidrasău / ansamblu anonim (Categorie: locuire civilă) (Tip: Așezare)                               | localitate componentă Vidrasău, oraș Ungheni         |                                | sec. VI d.Hr.            |                          | 46°29′00″N 24°24′00″E / 46.48333°N 24.4°E     | Încărcați imagine | Raportați eroare |
| 114587.01.01 (Cod LMI: MS-I-m-A-15446.03) | Situl arheologic de la Viilor - "Dealul Viilor" / ansamblu anonim (Categorie: locuire civilă) (Tip: Așezare)                             | localitate componentă Viilor, municipiul Sighișoara  | Dealul Viilor                  | Noua                     |                          | 46°15′N 24°48′E / 46.25°N 24.8°E              | Încărcați imagine | Raportați eroare |
| 114587.01.02 (Cod LMI: MS-I-m-A-15446.04) | Situl arheologic de la Viilor - "Dealul Viilor" / ansamblu anonim (Categorie: locuire civilă) (Tip: Așezare)                             | localitate componentă Viilor, municipiul Sighișoara  | Dealul Viilor                  |                          |                          | 46°15′N 24°48′E / 46.25°N 24.8°E              | Încărcați imagine | Raportați eroare |
| 114587.01.03 (Cod LMI: MS-I-m-A-15446.02) | Situl arheologic de la Viilor - "Dealul Viilor" / ansamblu anonim (Categorie: locuire civilă) (Tip: Așezare)                             | localitate componentă Viilor, municipiul Sighișoara  | Dealul Viilor                  | sec. III                 |                          | 46°15′N 24°48′E / 46.25°N 24.8°E              | Încărcați imagine | Raportați eroare |
| 114587.01.04 (Cod LMI: MS-I-m-A-15446.05) | Situl arheologic de la Viilor - "Dealul Viilor" / ansamblu anonim (Categorie: locuire civilă) (Tip: Așezare)                             | localitate componentă Viilor, municipiul Sighișoara  | Dealul Viilor                  | sec. XI - XII            |                          | 46°15′N 24°48′E / 46.25°N 24.8°E              | Încărcați imagine | Raportați eroare |
| 114587.01.05                              | Situl arheologic de la Viilor - "Dealul Viilor" / ansamblu anonim (Categorie: locuire civilă) (Tip: Așezare)                             | localitate componentă Viilor, municipiul Sighișoara  | Dealul Viilor                  | sec. IV-VIII             |                          | 46°15′N 24°48′E / 46.25°N 24.8°E              | Încărcați imagine | Raportați eroare |
| 116037.01.01 (Cod LMI: MS-I-s-A-15447)    | Așezarea romană de la Voiniceni / ansamblu anonim (Categorie: locuire civilă) (Tip: Așezare rurală)                                      | sat Voiniceni, comuna Ceuașu de Câmpie               |                                |                          |                          |                                               | Încărcați imagine | Raportați eroare |
| 115067.01.01 (Cod LMI: MS-I-s-B-15443)    | Necropola medievală de la Vălenii / ansamblu anonim (Categorie: descoperire funerară) (Tip: Necropolă)                                   | sat Vălenii, comuna Acățari                          |                                | sec. XIII - XIV          |                          |                                               | Încărcați imagine | Raportați eroare |
| 115067.02.01                              | Așezarea și cetatea de la Vălenii - "Belvany" / ansamblu anonim (Categorie: locuire) (Tip: Așezare)                                      | sat Vălenii, comuna Acățari                          | Belvany                        |                          |                          |                                               | Încărcați imagine | Raportați eroare |
| 115067.02.02                              | Așezarea și cetatea de la Vălenii - "Belvany" / ansamblu anonim (Categorie: locuire) (Tip: Ziduri)                                       | sat Vălenii, comuna Acățari                          | Belvany                        |                          |                          |                                               | Încărcați imagine | Raportați eroare |
| 115067.03                                 | Descoperirea de la Vălenii - "Pădurea rotundă" (Categorie: neprecizată) (Tip: neprecizat)                                                | sat Vălenii, comuna Acățari                          | Pădurea rotundă                |                          |                          |                                               | Încărcați imagine | Raportați eroare |
| 115227.01.01                              | Situl arheologic de la "Vulcan I" / ansamblu anonim (Categorie: locuire civilă) (Tip: Așezare)                                           | sat Vulcan, comuna Apold                             | Vulcan I                       | Coțofeni                 |                          |                                               | Încărcați imagine | Raportați eroare |
| 115227.01.02                              | Situl arheologic de la "Vulcan I" / ansamblu anonim (Categorie: locuire civilă) (Tip: Așezare)                                           | sat Vulcan, comuna Apold                             | Vulcan I                       |                          |                          |                                               | Încărcați imagine | Raportați eroare |
| 115227.02.01                              | Situl arheologic de la "Vulcan II" / ansamblu anonim (Categorie: locuire civilă) (Tip: Așezare)                                          | sat Vulcan, comuna Apold                             | Vulcan II                      | Coțofeni                 |                          |                                               | Încărcați imagine | Raportați eroare |
| 115227.02.02                              | Situl arheologic de la "Vulcan II" / ansamblu anonim (Categorie: locuire civilă) (Tip: Așezare)                                          | sat Vulcan, comuna Apold                             | Vulcan II                      |                          |                          |                                               | Încărcați imagine | Raportați eroare |
| 115227.02.03                              | Situl arheologic de la "Vulcan II" / ansamblu anonim (Categorie: locuire civilă) (Tip: Așezare)                                          | sat Vulcan, comuna Apold                             | Vulcan II                      |                          |                          |                                               | Încărcați imagine | Raportați eroare |
| 115511.01.01                              | Așezarea culturii Coțofeni de la Valea Rece "Măgura de Sus" / ansamblu anonim (Categorie: locuire civilă) (Tip: Așezare)                 | sat Valea Rece, comuna Band                          | Măgura de Sus                  | Coțofeni                 |                          |                                               | Încărcați imagine | Raportați eroare |
| 115511.02.01                              | Așezarea din epoca bronzului de la Valea Rece - "Cheptar" / ansamblu anonim (Categorie: locuire civilă) (Tip: Așezare)                   | sat Valea Rece, comuna Band                          | Cheptar                        |                          |                          |                                               | Încărcați imagine | Raportați eroare |
| 115511.03                                 | Așezarea din epoca bronzului de la Valea Rece - "Podul Trandafirilor" (Categorie: locuire civilă) (Tip: așezare)                         | sat Valea Rece, comuna Band                          | Podul Trandafirilor            | sec. II                  |                          |                                               | Încărcați imagine | Raportați eroare |
| 115511.03.01                              | Așezarea din epoca bronzului de la Valea Rece - "Podul Trandafirilor" / ansamblu anonim (Categorie: locuire civilă) (Tip: Așezare)       | sat Valea Rece, comuna Band                          | Podul Trandafirilor            | Noua                     |                          |                                               | Încărcați imagine | Raportați eroare |
| 115511.04                                 | Depozitul de bronzuri de la Valea Rece - "La vii" / ansamblu anonim (Categorie: depozit/tezaur)                                          | sat Valea Rece, comuna Band                          | La vii                         |                          |                          |                                               | Încărcați imagine | Raportați eroare |
| 115511.04.01                              | Depozitul de bronzuri de la Valea Rece - "La vii" / ansamblu anonim (Categorie: depozit/tezaur) (Tip: depozit de bronzuri)               | sat Valea Rece, comuna Band                          | La vii                         |                          |                          |                                               | Încărcați imagine | Raportați eroare |
| 115511.05.01                              | Situl arheologic de la Valea Rece - "În Lechința" / ansamblu anonim (Categorie: locuire civilă) (Tip: Așezare)                           | sat Valea Rece, comuna Band                          | În Lechința                    |                          |                          |                                               | Încărcați imagine | Raportați eroare |
| 115511.05.02                              | Situl arheologic de la Valea Rece - "În Lechința" / ansamblu anonim (Categorie: locuire civilă) (Tip: Așezare)                           | sat Valea Rece, comuna Band                          | În Lechința                    | Noua                     |                          |                                               | Încărcați imagine | Raportați eroare |
| 115511.06.01                              | Așezarea medievală de la Valea Rece-Grajdurile G.A.S / ansamblu anonim (Categorie: locuire civilă) (Tip: Așezare)                        | sat Valea Rece, comuna Band                          | Grajdurile G.A.S               | sec. VIII-IX             |                          |                                               | Încărcați imagine | Raportați eroare |
| 118566.01                                 | Topor eneolitic de la Vădaș (Categorie: descoperire izolată) (Tip: obiect izolat)                                                        | sat Vădaș, comuna Neaua                              |                                |                          |                          |                                               | Încărcați imagine | Raportați eroare |
| 118922.01.01                              | Așezarea neolitică de la Văleni - "Belvany" / ansamblu anonim (Categorie: locuire civilă) (Tip: Așezare)                                 | sat Văleni, comuna Pogăceaua                         | Dealul Belvány                 |                          |                          |                                               | Încărcați imagine | Raportați eroare |
| 118922.02                                 | Topor eneolitic la Văleni - "Țeg" (Categorie: descoperire izolată) (Tip: obiect izolat)                                                  | sat Văleni, comuna Pogăceaua                         | Țeg                            |                          |                          |                                               | Încărcați imagine | Raportați eroare |
| 118922.03                                 | Așezarea eneolitică de la Văleni - "Pădurea Rotundă" (Categorie: locuire civilă) (Tip: așezare)                                          | sat Văleni, comuna Pogăceaua                         | Pădurea Rotundă                |                          |                          |                                               | Încărcați imagine | Raportați eroare |
| 118922.03.01                              | Așezarea eneolitică de la Văleni - "Pădurea Rotundă" / ansamblu anonim (Categorie: locuire civilă) (Tip: Așezare)                        | sat Văleni, comuna Pogăceaua                         | Pădurea Rotundă                |                          |                          |                                               | Încărcați imagine | Raportați eroare |
| 115940.01.01                              | Așezarea neolitică de la Vălenii de Mureș / ansamblu anonim (Categorie: locuire civilă) (Tip: Locuire)                                   | sat Vălenii de Mureș, comuna Brâncovenești           |                                |                          |                          |                                               | Încărcați imagine | Raportați eroare |
| 116858.01                                 | Unelte eneolitice la Viforoasa - "Făgetul Mare" (Categorie: descoperire izolată) (Tip: obiect izolat)                                    | sat Viforoasa, comuna Fântânele                      | Făgetul Mare                   |                          |                          |                                               | Încărcați imagine | Raportați eroare |
| 120227.01.02                              | Așezări neo-eneolitice la Viișoara / ansamblu anonim (Categorie: locuire civilă) (Tip: Locuire)                                          | sat Viișoara, comuna Viișoara                        |                                |                          |                          |                                               | Încărcați imagine | Raportați eroare |
| 120227.01.01                              | Așezări neo-eneolitice la Viișoara / ansamblu anonim (Categorie: locuire civilă) (Tip: Așezare)                                          | sat Viișoara, comuna Viișoara                        |                                |                          |                          |                                               | Încărcați imagine | Raportați eroare |
| 120325.01.01                              | Așezarea eneolitică de la Voivodeni - "La școală" / ansamblu anonim (Categorie: locuire civilă) (Tip: Locuire)                           | sat Voivodeni, comuna Voivodeni                      | La școală                      |                          | prof. Bartha Zoltan 1974 |                                               | Încărcați imagine | Raportați eroare |
| 116037.02.01                              | Așezări eneolitice de la Voiniceni- Harsas, Harmadláb , Kapusiteto / ansamblu anonim (Categorie: locuire civilă) (Tip: Locuire)          | sat Voiniceni, comuna Ceuașu de Câmpie               | Harsas, Harmadláb , Kapusiteto |                          |                          |                                               | Încărcați imagine | Raportați eroare |
| 115940.02.01                              | Turnul și așezarea romană de la Vălenii de Mureș - "Fața Cetății" / ansamblu anonim (Categorie: locuire) (Tip: Turn)                     | sat Vălenii de Mureș, comuna Brâncovenești           | Fața Cetății                   |                          |                          |                                               | Încărcați imagine | Raportați eroare |
| 115940.02.02                              | Turnul și așezarea romană de la Vălenii de Mureș - "Fața Cetății" / ansamblu anonim (Categorie: locuire) (Tip: Așezare)                  | sat Vălenii de Mureș, comuna Brâncovenești           | Fața Cetății                   |                          |                          |                                               | Încărcați imagine | Raportați eroare |
| 118361.01.01                              | Urmele drumului roman de la Veța / ansamblu anonim (Categorie: construcție) (Tip: Drum)                                                  | localitate componentă Veța, oraș Miercurea Nirajului |                                | romană                   |                          |                                               | Încărcați imagine | Raportați eroare |
| 118566.02.01                              | Tezaurul monetar roman de la Vădaș / ansamblu anonim (Categorie: depozit/tezaur) (Tip: tezaur)                                           | sat Vădaș, comuna Neaua                              |                                | romană sec. IV-XI        |                          |                                               | Încărcați imagine | Raportați eroare |
| 118566.03.01                              | Așezarea din epoca bronzului de la Vadaș - "Bozod" / ansamblu anonim (Categorie: locuire civilă) (Tip: Așezare)                          | sat Vădaș, comuna Neaua                              | Bozod                          |                          |                          |                                               | Încărcați imagine | Raportați eroare |
| 120325.02.01                              | Fortificația Latene de la Voivodeni - "Bunghat" / ansamblu anonim (Categorie: fortificație) (Tip: Fortificație)                          | sat Voivodeni, comuna Voivodeni                      | Bunghart                       |                          |                          |                                               | Încărcați imagine | Raportați eroare |
| 115940.03.01 (Cod LMI: MS-II-m-B-15615)   | Biserica reformată de la Vălenii de Mureș / ansamblu anonim (Categorie: construcție de cult) (Tip: biserică)                             | sat Vălenii de Mureș, comuna Brâncovenești           |                                | sec. XIII-XVIII          |                          |                                               | Încărcați imagine | Raportați eroare |
| 115940.03.02 (Cod LMI: MS-II-m-B-15615)   | Biserica reformată de la Vălenii de Mureș / ansamblu anonim (Categorie: construcție de cult) (Tip: biserică)                             | sat Vălenii de Mureș, comuna Brâncovenești           |                                | sec. XIX-XX              |                          |                                               | Încărcați imagine | Raportați eroare |
| 115940.03.03 (Cod LMI: MS-II-m-B-15615)   | Biserica reformată de la Vălenii de Mureș / ansamblu anonim (Categorie: construcție de cult) (Tip: cripta)                               | sat Vălenii de Mureș, comuna Brâncovenești           |                                | sec. XIII-XVIII          |                          |                                               | Încărcați imagine | Raportați eroare |